# Caradrina congesta
Caradrina congesta là một loài bướm đêm trong họ Noctuidae.